# Cantone di Olliergues
Il Cantone di Olliergues era una divisione amministrativa dell'arrondissement di Ambert.
È stato soppresso a seguito della riforma complessiva dei cantoni del 2014, che è entrata in vigore con le elezioni dipartimentali del 2015.
Comprendeva i comuni di
- Le Brugeron
- Marat
- Olliergues
- Saint-Gervais-sous-Meymont
- Saint-Pierre-la-Bourlhonne
- Vertolaye